# Msambweni
Msambweni – nadbrzeżne miasto w Kenii, w hrabstwie Kwale. Liczy 15 tys. mieszkańców (2019). 